# Ataque de Pahalgam de 2025
El Atentado de Pahalgam de 2025 ocurrió el 22 de abril de 2025 cuando los militantes del Frente de Resistencia abrieron fuego contra un grupo de turistas en el valle de Baisaran, en la región de Jammu y Cachemira administrada por la India, matando al menos a 28 personas e hiriendo a más de 20. El ataque, uno de los más letales en la región después de la revocación del estatus especial de Jammu y Cachemira, tenía como objetivo a civiles. Los militantes tuvieron como objetivo principal a turistas hindúes, aunque un turista cristiano y un habitante local musulmán fueron asesinados también. Los atacantes, armados con carabinas M4 y AK-47s, se adentraron dentro del lugar turístico en el valle de Baisaran. Este ataque está considerado como el más mortal que ha tenido lugar sobre civiles en la India desde los atentados de Bombay de 2008.

## Atentado

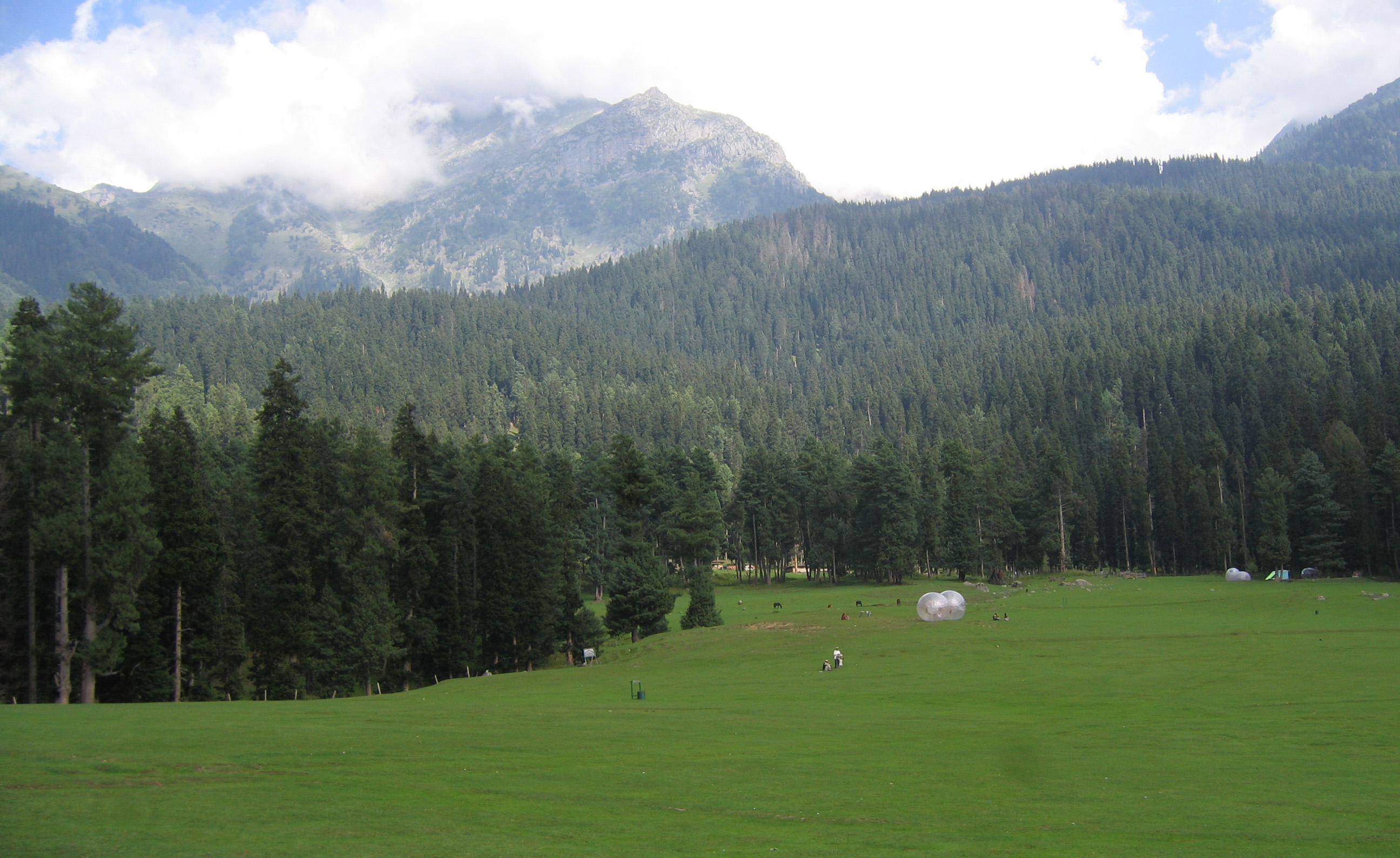
Valle de Baisaran

El ataque perpetrado por cuatro a seis militantes ocurrió alrededor de las 14:50 horas del 22 de abril en el valle de Baitarani, cerca de Pahalgam, un remoto lugar turístico accesible a pie o en poni, en la Cachemira administrada por la India. La zona estaba llena de visitantes que disfrutaban del mejorado clima después de días de lluvia. Según los supervivientes, hombres armados con uniformes de estilo militar surgieron de los bosques cercanos y abrieron fuego contra la multitud.
Los testigos relataron que la mayoría de las víctimas eran hombres y que uno de los agresores supuestamente le dijo a una mujer que la perdonaban para que pudiera «narrar los horrores» al primer ministro indio, Narendra Modi. Varias víctimas recibieron disparos a quemarropa y las imágenes de vídeo de la escena mostraron a individuos ensangrentados tendidos en el suelo y a otros pidiendo ayuda.
Los atacantes pidieron nombres y exigieron que las víctimas recitaran el kalma. Revisaron las circuncisiones para identificar y perdonar a los musulmanes, asegurándose de que estaban atacando a los no musulmanes. 
Se lanzó la zona una operación conjunta de acordonamiento y búsqueda en los que participaron en la masacre, entre la policía local y el ejército indio. Se desplegaron helicópteros para localizar a los atacantes y se impuso un bloqueo temporal en algunas partes de Pahalgam.

## Responsabilidades
El ataque fue reivindicado por el Frente de Resistencia, una rama de Lashkar-e-Taiba con sede en Pakistán. El grupo dijo que estaba enojado debido al asentamiento de más de 85 000 «forasteros» por parte de los indios que estaban impulsando un «cambio demográfico».

## Consecuencias
Se incrementó la tensión entre los dos países, provocando la Crisis diplomática entre India y Pakistán de 2025. Pakistán suspendió el Acuerdo de Shimla en respuesta a la suspensión por parte de la India del Tratado de las Aguas del Indo, después de la presunta participación de Pakistán en la masacre de Pahalgam de 2025.
Posteriormente hubo ataques de India contra Pakistán de 2025.